# 森山このみ
森山 このみ（もりやま このみ、1984年10月20日 - ）は、日本の女優、声優。神奈川県出身。以前はマック・ミックに所属していた。

## 経歴
- 専修学校マルチメディアアート学園声優・アクターズコース[要出典]

## 出演作品

### テレビドラマ
- 婚カツ! - #10女性客
- おふくろ先生のゆうばり診療日記 - 看護師
- ウーマンウォーズ 不信のとき - レポーター
- 緋色の記憶
- 天までとどけ

### テレビ
- たけしの本当は怖い家庭の医学
- 子供放送局
- タモリのジャポニカロゴス
- 踊る!さんま御殿!!

### ナレーション
- CS「食と旅のフーディーズTV」フーディーズTOPICS

### アテレコ
- 銀色の髪のアギト
- マイロ
- チャーリーとミモ
- 世界の鉄道
- チャオ!イタリア
- 世界の宝物シリーズ
- エコー生きるためのビジョン
- 博物館めぐり ドイツの街からシリーズ

### ゲーム
- ビッグバッドモンスターズ（2020年、アイザック・ウールス[1]）